# ビデリンが行く!
『ビデリンが行く!』（ビデリンがいく）は、1995年10月3日（2日深夜）から1996年3月22日（21日深夜）まで毎日放送で放送されていたバラエティ番組である。放送時間は毎週火曜 - 金曜 0:50 - 1:50 （月曜深夜 - 木曜深夜、日本標準時）、大阪うめだ花月シアター（後のうめだ花月）からの生放送。

## 概要
平日深夜の帯番組として放送されていた『テレビのツボ』が金曜深夜のみの放送へと縮小するのに伴い、その跡地で放送される週4日間の帯番組としてスタート。テレツボの縮小版『週刊テレビのツボ』とともに、『テレビのおもうツボ』という枠名で括られて放送されていた。
番組は、若手のお笑い芸人チーム「ビデリン隊」が街中で見つけた面白いものを撮影してきたVTRをもとに、スタジオ出演者同士でトークをするという形式で進行。VTRの作成には、映像技術関係のプロでなくても手軽に扱える民生用のカムコーダを用いていた。

## 出演者

### 司会
- ベイブルース高山
- 斎藤英津子 - 月曜・火曜のアシスタント。
- 岩田あゆみ - 水曜・木曜のアシスタント。

### ビデリン隊
- 杉岡みどり
- 星田英利（チュパチャップス）
- 宮川大輔（チュパチャップス）
- 芦澤和哉（おはよう。）
- 功力富士彦（おはよう。）
- ほか